# Austrolimnophila leucomelas
Austrolimnophila leucomelas là một loài ruồi trong họ Limoniidae. Chúng phân bố ở miền Australasia.